# Matéria mole
Matéria mole ou matéria condensada mole é um subcampo da matéria condensada compreendendo uma variedade de estados físicos que são facilmente deformados por estresse térmico ou flutuações térmicas. Eles incluem líquidos, coloides, polímeros, espumas, géis, materiais granulares, e diversos materiais biológicos. Esses materiais, compartilham uma importante característica em comum no qual o comportamento físico predominante ocorre a um escala de energia comparável com a da energia térmica em temperatura ambiente. A essas temperaturas, os aspectos quânticos geralmente não são relevantes.
Pierre-Gilles de Gennes, que é chamado de "o pai da matéria mole", recebeu o prêmio Nobel de Física em 1991 pela descoberta de que o parâmetro de ordem de um sistema termodinâmico simples pode ser aplicada para casos mais complexos encontrados em matéria mole, em particular, ao comportamento de cristais líquidos e polímeros.